# Belba minuta
Belba minuta är en kvalsterart som beskrevs av Bulanova-Zachvatkina 1962. Belba minuta ingår i släktet Belba och familjen Damaeidae. Inga underarter finns listade.